# Sociaal Pedagogisch Werk
Sociaal Pedagogisch Werk is een studierichting in Nederland op het niveau middelbaar beroepsonderwijs. De opleiding biedt de mogelijkheid te werken in het welzijnswerk, opvoedingsondersteuning en leefbegeleiding, vooral in bijzondere woonvormen. Hierbij valt te denken aan begeleid wonen van gehandicapten.
Daarbuiten werkt de SPW'er in de kinderopvang of als activiteitenbegeleider.
De opleiding SPW duurt doorgaans vier jaar, maar er worden ook verkorte opleidingen aangeboden. Tijdens de opleiding spelen stages een grote rol. Afgestudeerde SPW'ers kunnen doorleren in het hoger beroepsonderwijs en Sociaal Pedagogische Hulpverlening studeren.
Een gelijkaardige opleiding bestaat in Vlaanderen (ca. 25 scholen) op het niveau technisch secundair onderwijs als studierichting: Jeugd- en gehandicaptenzorg, voorbereidend op het beroep van "opvoeder".